# 笹原嘉弘
笹原 嘉弘（ささはら よしひろ、1946年7月21日 - 2010年1月17日）は、STVの元アナウンサー、新潟県出身。

## 人物
愛称は『ササッパラ』。名前をもじって作られた「ササッパラに平和がある。ヨーシヒロ（拾）って世界に配ろう」というキャッチフレーズがあった。
子供の頃から司会をすることなどに憧れていた。慶應義塾大学時代は放送研究会に所属。
20代の若手の頃は、ギターを弾いたり、一人で海を見に行ったりすることが趣味だったという。また30代の頃は“無類の食通”と言われていた。

## 来歴
- 慶應義塾大学卒業後[1]、1969年 STVにアナウンサーとして入社。
- 『おいでお嬢さん』を自ら作詞してレコード・デビュー。作曲はオイチョカブ。
- 報道制作局報道部長。
- 編成部長。
- 1997年7月 編成局長。
- 1999年6月 取締役編成局長。
- 2002年11月 常務取締役編成局長。
- 2003年11月 専務取締役編成局長。
- 2005年6月 専務取締役。
- 2006年6月 非常勤顧問[5][6]。
- 2010年1月17日午後11時25分、膵臓がんのため63歳で死去。

## 担当番組

### アナウンサー時代

#### テレビ
- ズームイン!!朝!（初代北海道担当キャスター 1979年～1981年）
- STVニュースToday

#### ラジオ
- 夜のディスクパーティー
- アタックヤング（月曜 → 水曜 → 木曜 → 水曜 → 火曜、1970年10月～1973年9月）
- ソニー・ジャスト・イン・サッポロ
- サンデージャンボスペシャル
- ササッパラ 花の深夜大学

### 報道部長時代

#### テレビ
- どさんこワイド（初代プロデューサー）

### 取締役編成局長時代

#### 映画
- パコダテ人（制作 2002年2月9日）

## 同期のアナウンサー
- 村上元昭
- 依田文江
- 白川和栄
- 宮本蓉子
- 山口成子